# Romeu e Julieta (Tchaikovski)

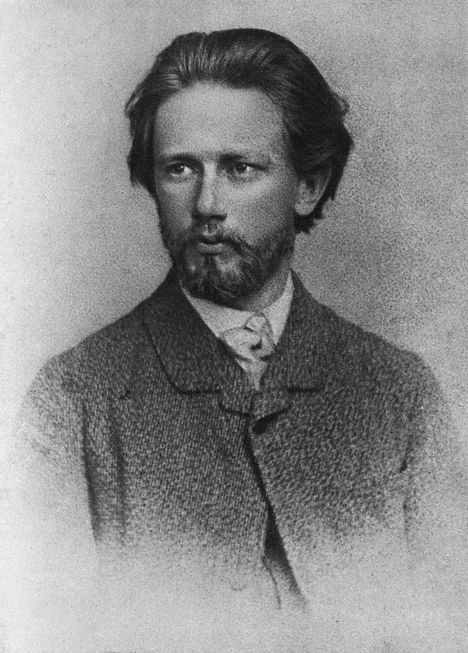
Tchaikovski na época em que escreveu Romeu e Julieta.

Romeo e Julieta é uma obra orquestral composta por Piotr Ilitch Tchaikovski. Denominada por seu autor uma abertura-fantasia, ela é baseada na peça de William Shakespeare de mesmo nome. Como outros compositores como Berlioz e Prokofiev, Tchaikovski foi inspirado por Shakespeare e também escreveu obras baseadas em A Tempestade e Hamlet. Ao contrário das outras composições principais de Tchaikovski, Romeu e Julieta não tem um número de opus,. e recebeu as designações alternativas TH 42 e ČW 39

## Estrutura musical
Embora descrita pelo compositor como uma abertura-fantasia, em geral trata-se de um poema sinfônico em forma de sonata, com uma introdução e um epílogo. O trabalho é baseado em três elementos principais da história de Shakespeare. O primeiro, escrito em minúscula, seguindo a sugestão de Mili Balakirev, é a introdução e corresponde ao tema de Frei Laurence.
Eventualmente, um único acorde em si menor é passado para trás e para frente entre cordas, e instrumentos de sopro crescem para uma segunda estrutura em Si menor, o agitado tema dos Capuletos e Montéquios, incluindo uma referência à luta com espadas retratada por címbalos quebrados. Há notas agitadas e rápidas, semicolcheias. Os vigorosos ritmos irregulares da música de rua antecipam-se a Ígor Stravinski e outros.
A ação de repente diminui, a chave muda de si menor para ré bemol maior (como sugerido por Balakirev) e inicia-se a abertura do "tema de amor", o terceiro elemento da obra, apaixonado mas sempre com uma corrente subjacente de ansiedade.
O tema de amor retrata a primeira reunião do casal e a cena na varanda de Julieta. A trompa inglesa representa Romeu, enquanto as flautas representam Julieta. Em seguida, a luta retorna, desta vez com mais intensidade e acúmulo, com o tema de Frei Laurence ouvido com agitação. As cordas entram com uma melodia exuberante sobre a qual a flauta e o oboé finalmente se elevam com o tema do amor, mas desta vez mais alto e em ré maior, sinalizando a seção de desenvolvimento e seu casamento consumado, e finalmente ouvidos em mi maior e dois grandes golpes da orquestra com quedas de pratos sinalizam o suicídio dos dois amantes. Um último tema de batalha é executado, então segue um suave e lento som em si maior, com os tímpanos tocando um padrão triplo repetido, e a tuba mantendo um si por dezesseis compassos. Os instrumentos de sopro fazem uma doce homenagem aos amantes, e uma alusão final ao tema de amor traz o clímax, começando com um enorme crescente em si dos tímpanos, e a orquestra toca gritos homofônicos de um acorde em si maior, antes da barra final. A orquestra completa canta em um poderoso si, para fechar a abertura.

## Composição

### Relacionamento tenso

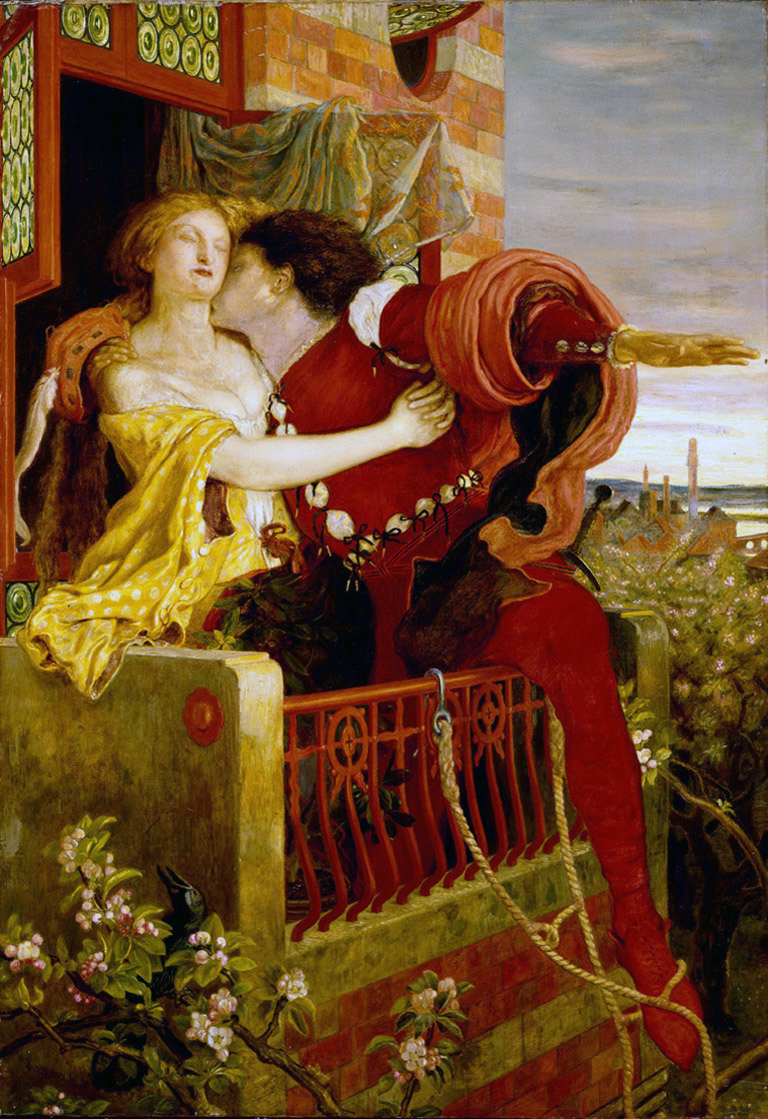
Uma pintura a óleo de 1870 de Ford Madox Brown representando a famosa cena da varanda de Romeu e Julieta.

Em 1869, Tchaikovski era um professor de 28 anos no Conservatório de Moscou. Tendo escrito sua primeira sinfonia e uma ópera, ele compôs um poema sinfônico intitulado Fatum. Inicialmente satisfeito com a peça quando Nikolai Rubinstein a conduziu em Moscou, Tchaikovski a dedicou a Balakirev, e a enviou para que ele a conduzisse em São Petersburgo. Fatum recebeu apenas uma recepção morna. Balakirev escreveu uma carta detalhada a Tchaikovski explicando os seus defeitos no público, e também oferecendo certo encorajamento: 
 Seu Fatum foi realizado [em São Petersburgo] razoavelmente bem [...] Não houve muito aplauso, provavelmente por causa da cacofonia apavorante no final da peça, que eu não gosto nada. Não é propriamente gestado, e parece ter sido escrito de uma maneira muito descuidada. As costuras aparecem, assim como todos os remendos desajeitados. Acima de tudo, a forma em si simplesmente não funciona. A coisa toda é completamente descoordenada [...] Estou escrevendo para você com total franqueza, estando totalmente convencido de que você não voltará atrás em sua intenção de dedicar Fatum para mim. Sua dedicação é preciosa para mim, como um sinal de sua simpatia por mim - e sinto uma grande fraqueza por você.

 M. Balakirev - que sinceramente ama você. 
 Tchaikovski era autocrítico demais para não ver a verdade por trás dos comentários de Balakirev. Ele aceitou a crítica de Balakirev e os dois continuaram correspondendo. (Tchaikovski mais tarde destruiu o placar de Fatum. A pontuação foi reconstruída postumamente a partir das partes orquestrais). Balakirev permaneceu desconfiado de qualquer pessoa com um treinamento conservatório formal, mas claramente reconhecida grandes talentos de Tchaikovski. Tchaikovski gostou e admirou Balakirev. No entanto, como ele disse ao seu irmão Anatoli: "Eu nunca me sinto em casa com ele. Eu particularmente não gosto da estreiteza de suas visões musicais e da nitidez de seu tom. "
Balakirev sugeriu que Tchaikovski escrevesse uma peça baseada em Romeu e Julieta de William Shakespeare. Tchaikovski estava tendo dificuldades em escrever uma ópera intitulada Undine, que mais tarde ele acabaria por destruir. Embora Tchaikovski tenha reclamado estar "completamente esgotado", Balakirev persistiu e escreveu sugestões sobre a estrutura de Romeu e Julieta, dando detalhes sobre o tipo de música exigida em cada seção, e até mesmo opiniões sobre quais teclas usar.
Balakirev sugeriu que a sua própria abertura de Rei Lear poderia servir de modelo para Romeu e Julieta - uma medida prudente, pois ele havia percebido a fraqueza de Tchaikovski em escrever de forma musical não estruturada em Fatum. Rei Lear não é um poema sinfônico à maneira de Liszt, mas uma abertura trágica em forma de sonata no estilo das aberturas de Beethoven, confiando mais no potencial dramático da forma de sonata do que em um programa literário. Assim, Balakirev transformara seu Rei Lear em um drama instrumental, e agora oferecia-o como modelo a Tchaikovski. Embora basear Romeu e Julieta em Rei Lear fosse a sugestão de Balakirev, reduzir a trama do primeiro a um conflito central e depois combiná-lo com a estrutura binária da forma de sonata era a ideia de Tchaikovski. No entanto, esse enredo, presente na música que conhecemos hoje, somente surgiu após duas revisões radicais.

### Primeira versão

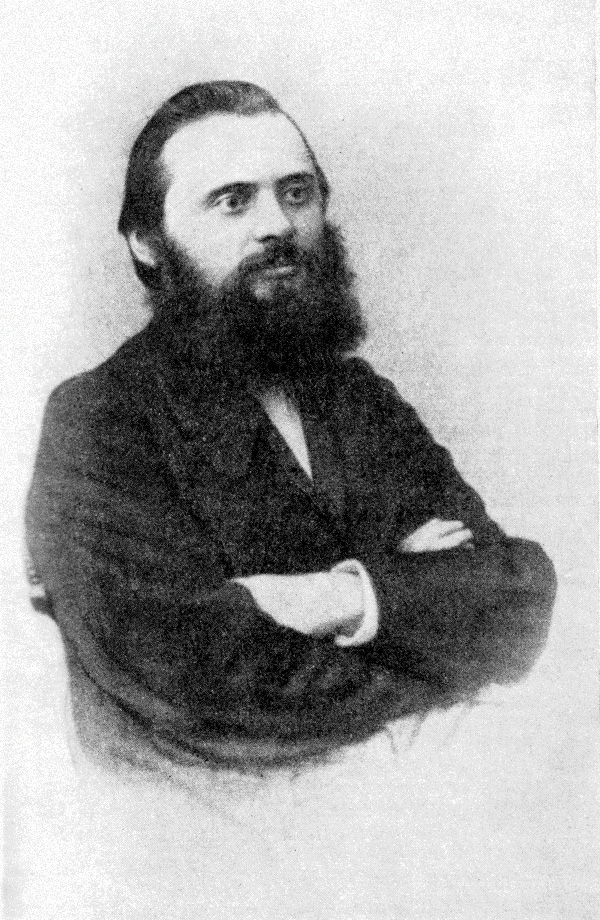
Mili Balakirev na época em que Tchaikovski o encontrou.

A primeira versão de Romeu e Julieta continha basicamente uma fuga como abertura e um confronto dos dois temas - exatamente o que se poderia esperar que um compositor academicamente treinado produzisse. Enquanto Balakirev respondeu ao tema do amor escrevendo Tchaikovski: "Eu o toco com frequência, e quero muito te abraçar por isso", ele também descartou muitos dos primeiros rascunhos que Tchaikovski enviou a ele. A abertura, por exemplo, soava mais como um quarteto de Haydn do que o coral de Liszt que sugerira inicialmente. Assim, a peça estava constantemente viajando pelo correio, entre Moscou e São Petersburgo, indo para Tchaikovski ou Balakirev.
Tchaikovskiaceitou algumas, mas não todas, as reclamações de Balakirev, e completou o trabalho, dedicando-o a Balakirev. A primeira apresentação em 16 de março de 1870 foi prejudicada pelo escândalo em torno de um processo judicial envolvendo o regente e o amigo de Tchaikovski, Nikolai Rubinstein, e uma aluna. O tribunal havia condenado o eminente músico no dia anterior, e isso incitou uma demonstração barulhenta em seu favor, quando ele apareceu na plataforma de concertos, o que se mostrou muito mais interessante para o público do que a nova música. O resultado não foi encorajador para Romeu e Julieta. Tchaikovski disse da estréia:
"Depois do concerto, nós jantamos.... Ninguém me disse uma única palavra sobre a abertura durante toda a noite. E ainda assim eu ansiava por apreciação e gentileza."

### Segunda versão
O fracasso inicial de Romeu e Julieta induziu Tchaikovski a aceitar plenamente as críticas de Balakirev, e assim a refazer a peça. Isso também forçou Tchaikovski a ir além de seu treinamento musical e reescrever grande parte da música na forma que conhecemos hoje. Isto incluiu a escolha não acadêmica, mas dramaticamente brilhante, de deixar o tema do amor fora da seção de desenvolvimento, salvando seu confronto com o primeiro tema (o conflito dos Capuletos e Montéquios) para a segunda metade da recapitulação. Na exposição, o tema do amor permanece protegido da violência do primeiro tema. Na recapitulação, o primeiro tema influencia fortemente o tema do amor e, finalmente, o destrói. Seguindo esse padrão, Tchaikovski transfere o verdadeiro conflito musical da seção de desenvolvimento para a recapitulação, onde atinge o clímax na catástrofe dramática.
Enquanto isso, Rubinstein ficara impressionado com os talentos composicionais de Tchaikovski em geral, e com Romeu e Julieta em particular. Ele providenciou para que a editora Bote e Bock publicasse a obra em 1870. Isso foi considerado uma conquista, já que a música de Tchaikovski era praticamente desconhecida na Alemanha na época. Balakirev pensou que Tchaikovski estava apressando prematuramente Romeu e Julieta. "É uma pena que você, ou melhor, Rubinstein, tenha se apressado com a publicação da abertura", escreveu ele ao compositor. "Embora a nova introdução seja uma melhoria decisiva, havia outras mudanças que eu queria que você fizesse. Eu esperava que, para o bem das suas futuras composições, esta permanecesse em suas mãos um pouco mais." Balakirev fechou esperando que P. Jurgenson concordasse em trazer uma "versão revisada e melhorada da abertura". A segunda versão foi estreada em São Petersburgo em 17 de fevereiro de 1872, com Eduard Nápravník.

### Terceira e última versão
Em 1880, dez anos depois de seu primeiro retrabalho da peça, Tchaikovski reescreveu o final e deu à peça o subtítulo "Abertura-Fantasia". Ela foi concluída em 10 de setembro de 1880, mas não recebeu sua estréia até 1 de maio de 1886, em Tbilisi, na Geórgia (então parte do Império Russo), sob a regência de Mikhail Ippolitov-Ivanov.
Esta terceira e última versão é a que é mais comumente executada. As versões anteriores são realizadas ocasionalmente como curiosidades históricas.
A terceira versão é escrita para uma orquestra composta por 1 flautim, 2 flautas, 2 oboés, 1 corne inglês, 2 clarinetes (em A), 2 fagotes + 4 trompas (em F), 2 trompetes (em E), 3 trombones, tuba e tímpanos, címbalos, bumbo, violinos I e violinos II, violas, violoncelos e contrabaixos.

## Recepção
No início, Romeu e Julieta não teve sucesso na Rússia e na Europa, e foi recebido de maneira morna em sua estréia mundial, em março de 1870. O trabalho foi vaiado quando Hans Richter o conduziu em Viena, em novembro de 1876, e depois o crítico Eduard Hanslick condenou-o veementemente. A estréia em Paris, duas semanas depois, nos Concertos Populaires de Jules Pasdeloup, não foi melhor. De acordo com o colega e amigo de Tchaikovski, Sergei Taneiev, que participou da performance em Paris, a falta de sucesso de Romeo pode ter ocorrido devido ao fracasso de Pasdeloup em entender a sua música. Apesar disso, vários compositores e músicos parisienses, incluindo Camille Saint-Saëns, apreciaram a peça.
Um grupo que apreciou Romeu e Julieta foi o Kuchka ("Os Cinco"). Balakirev, agora com a partitura completa, escreveu sobre uma resposta entusiasta e "como todo mundo está encantado com o seu ré sustenido [tema do amor] - incluindo Vladimir Stasov, que diz: "Havia cinco de vocês: agora são seis!". O começo e o fim "são com a mesma intensidade reprovados" e, Balakirev acrescentou, "precisavam ser reescritos". Ainda assim, tal foi o entusiasmo do Kuchka por Romeu e Julieta, que Balakirev foi convidado a tocá-lo toda vez que se encontravam. Eventualmente, ele aprendeu a tocar a peça de memória, como resultado desses pedidos.

## Na cultura popular
O tema de amor foi usado em muitas séries de televisão e filmes como Columbo, The Jazz Singer, Quanto Mais Idiota Melhor, Animaniacs, Taz-Mania, Tiny Toon Adventures, Scrubs, Seeing Double (2003), South Park, Clueless, A Christmas Story (1983), The Fresh Prince of Bel-Air, Moonraker, Bob Esponja Calça Quadrada, Pushing Daisies, Rua Sésamo, El Chavo del Ocho, Os Três Mosqueteiros, The Ren & Stimpy Show, entre outros.
Diferentes variações do tema de amor da overture também foram tocadas no videogame The Sims original, quando dois Sims realizaram com sucesso a interação "Kiss". Quão "poderoso" o tema dependia de quão compatíveis, ou quão apaixonados, os Sims interagiam entre si.
Juntamente com outra peça de Tchaikovski, uma passagem do balé O Quebra-Nozes, o tema de Romeu e Julieta foi sampleado com a música "Love, so Lovely" para o filme da Disney Mickey, Donald, Pateta: Os Três Mosqueteiros.
Trechos da partitura foram usados no balé de 2005, Anna Karenina, coreografado por Boris Eifman.
O tema principal da abertura de Romeu e Julieta foi adaptado em 1939 por Larry Clinton, na canção Our Love (letra de Buddy Bernier e Bob Emmerich, e gravada por Clinton e Jimmy Dorsey).
Trechos da abertura para os fogos de artifício na abertura da APEC China 2014, realizada em Pequim, diante de Vladimir Putin, Joko Widodo, Stephen Harper, Barack Obama, Park Geun-hye e outros líderes da Cooperação Econômica da Ásia-Pacífico.